# Nastanthus spathulatus
Nastanthus spathulatus är en calyceraväxtart som beskrevs av John Miers. Nastanthus spathulatus ingår i släktet Nastanthus och familjen calyceraväxter. Utöver nominatformen finns också underarten N. s. bellidifolius.